# Muhammad al-Id Al Chalifa
Muhammad al-Id Al Chalifa (ur. 1904 w Ajn Bajdzie, zm. 31 lipca 1979 w Batnie) – algierski poeta, jeden z odnowicieli świeckiej poezji w języku arabskim w Algierii.

## Życiorys
Ukończył szkołę podstawową w Biskrze, po czym wyjechał do Tunisu i dwa lata uczył się w szkole przy meczecie az-Zajtuna, gdzie zdobył podstawową znajomość klasycznego języka arabskiego oraz literatury arabskiej. Ze względów rodzinnych nie ukończył studiów. Powrócił do Algierii i został nauczycielem języka arabskiego w Biskrze, następnie przeniósł się do Batny i tam również pracował w tym charakterze. Działał w Stowarzyszeniu Muzułmańskich Ulemów Algierskich; został dyrektorem utworzonej przez nie zreformowanej szkoły w Algierze (wzorowanej na szkole przy meczecie az-Zajtuna). Następnie pracował w szkole w Ajn Malili. Podczas wojny w Algierii był więziony przez władze francuskie, gdyż jego twórczość zachęcała Algierczyków do walki o niepodległość.

## Twórczość
Al-Id Al Chalifa publikował swoje wiersze niemal wyłącznie w prasie, w pismach "Asz-Szihab", "Al-Basa'ir", "Wadi Mzab" i innych. Dopiero w 1967 część jego utworów została opublikowana w formie dywanu, za który otrzymał nagrodę Związku Pisarzy Algierii.
Tematyka utworów poety jest związana niemal w całości z polityką i bieżącymi problemami Algierii. Poeta zawierał w niej wezwania do wznoszenia meczetów, otwierania szkół, dbałości o język arabski. Domagał się wyzwolenia narodowego i oparcia życia w niepodległej Algierii na ściśle respektowanych zasadach islamu, głosił braterstwo wszystkich Algierczyków, w poetycki sposób wyrażał miłość do rodzinnego kraju. W jego dorobku są również teksty o wymowie antyfrancuskiej, zarzucające władzom kolonialnym składanie pustych obietnic poprawy sytuacji prawnej mieszkańców Algierii. Wzywał mężczyzn do kształcenia się i zdobywania wiedzy, kobiety zaś - do zachowania tradycyjnego ubioru (zasłony) i ograniczenia się do edukacji religijnej. Styl jego wierszy jest zwykle moralizatorski i dydaktyczny.
Język poezji al-Id Al Chalify jest ubogi. Niektóre jego wiersze nawiązują do obrazów i porównań wywodzących się z poezji klasycznej arabskiej, jednak jego znajomość tej tradycji była ograniczona; w większości przypadków poeta bezpośrednio, bez posługiwania się porównaniem ani metaforą nazywał problemy, do których chciał się odnosić i formułował swoje wezwania. Zasługą jego twórczości dla literatury algierskiej jest sam fakt tworzenia świeckiej poezji w języku arabskim, gdyż do końca XIX w. w Algierii, gdzie język arabski był eliminowany ze szkół i urzędów, przetrwała jedynie arabska poezja religijna.